# Kingswoodbury Tributary
Der Kingswoodbury Tributary ist ein Wasserlauf in Hertfordshire, England. Er entsteht südwestlich von Wallington und fließt in südöstlicher Richtung bis zu seiner Mündung in den River Beane westlich von Rushden.